# Maurice Challiot
Marie Paul Maurice Challiot né le 4 décembre 1876 dans le 8e arrondissement de Paris et mort à une date indéterminée après mai 1936, est un réalisateur et un producteur français.

## Biographie
Fils d'un capitaine d'Infanterie, Maurice Challiot, ancien élève de Saint-Cyr, fut également officier de carrière avant de devenir réalisateur et producteur de films.
En 1917, il fonde au 38, rue des Mathurins la société de production Natura-Film qui produira pendant une quinzaine d'années de nombreux documentaires sur la France et ses richesses naturelles et culturelles. Elle cessera ses activités après l'avènement du parlant. 
Parallèlement, il crée à la même adresse une autre entreprise, la Société Boudon et Cie (S.M.V.P.) ayant pour objet la mise en valeur des eaux, de la pêche et de la pisciculture. Cette SNC, avec les deux gérants Marcel Boudon et Maurice Challiot à titre personnel, sera déclarée en faillite le 5 mai 1936 par jugement du Tribunal de Commerce de la Seine. 
On perd la trace de Maurice Challiot à partir de cette dernière date. Il avait alors 59 ans.

## Filmographie
comme réalisateur
- 1917 : Les Alpes rouges, drame en huit parties[7]
- 1917 : Paraître[8], d'après la pièce de Maurice Donnay (1906)
- 1917 : Louf et Bégonia dans les loufoqueries amoureuses[9],[10]
- 1917 : Le Sorcier, scénario d'Henri Germain
- 1917 : La Mort rédemptrice, scénario d'Henri Germain
- 1918 : Le Baron mystère, ciné-roman en 8 épisodes d'après l’œuvre d'Henri Germain
- 1920 : Les Trois graines noires, drame en huit épisodes[11]
- 1921 : Rose de Nice, co-réalisé avec Alexandre Ryder; d'après l'œuvre de Gaston Dumestre[12]
- 1921 : L'Ève éternelle[13]
- 1922 : Maman Pierre, scénario de René Bizet et Jean Barreyre[14]
- 1922 : Véronica, ou Quand le passé commande[15], d'après une nouvelle de Mayi Élissague[16],[17]
- 1923 : L'Intruse[18], scénario d'Abel Petitbeau[19]
- 1923 : Gachucha, fille basque, scénario de Charles Torquet[20]
- 1923 : La Belle au Bois-Dormant[21]
- 1923 : Les Sentiers de l'Amour[22]
- 1923 : Simple erreur, scénario de Gaston Dumestre d'après son œuvre[23]
- 1923 : L'Ensorceleuse[24]

comme producteur
- 1921 : Les Types de Paris, scénario de Boisyvon[25]
- 1922 : Le Chemin de fer de Nice à Coni
- 1922 : La Montagne en hiver[26]
- 1922 : La Route des Alpes, documentaire en 12 épisodes[27]
- 1923 : Les Pompiers de Paris[28]
- 1923 : La Fête fleurie à Biarritz[29]
- 1923 : Au pied des cascades et des glaciers[30], ou Le Chauffeur par amour[31]
- 1923 : La Première maison du tourisme en France
- 1923 : La Première excursion de Savoie au Piémont par le Mont-Cenis
- 1923 : La Vie d'un village savoyard
- 1923 : La Mer[32]
- 1923 : Le Déjeuner du poisson[33]
- 1923 : Les Fêtes du costume savoyard
- 1923 : La Récolte de la lavande dans les Basses-Alpes
- 1923 : La grande route des Pyrénées
- 1923 : Trois semaines de camping en Chartreuse[34],[35]
- 1924 : La Savoie en hiver[36]
- 1924 : Les Vins de France[37],[38]
- 1924 : La Nouvelle route des Alpes
- 1924 : Dinard et ses environs[39]
- 1924 : Le Touquet Paris-Plage
- 1924 : Paris en vacances
- 1924 : La Table française à travers les âges, scénario de Prosper Montagné et René Jeanne
- 1924 : Les Grands travaux d'art de France[40]
- 1924 : La Culture du coton dans la vallée du Niger[41],[42]
- 1925 : La Pêche et les poissons[43]
- 1925 : Dijon et ses environs
- 1925 : Le Musée de Dijon
- 1925 : La Bourgogne[44]
- 1926 : A travers la Bretagne, scénario de René Arcy-Hennery[45],[46]
- 1932 : La Nièvre[47]

## Sources
- Maurice Chaillot, chasseur d'images (1932)[48]